# 고성 이암·이교 유허비
고성 이암·이교 유허비(固城 李嵓·李嶠 遺墟碑)는 대한민국 경상남도 고성군 고성읍 서외리에 있는, 고려 후기의 문신인 이암(1297년 ∼ 1364년)과 그의 동생 이교(? ∼ 1361년)의 유허비이다.
1995년 5월 2일 경상남도의 문화재자료 제219호 행촌도촌선생유허비로 지정되었다가, 2018년 12월 20일 현재의 명칭으로 변경되었다.

## 개요
유허비란 옛 선현의 자취를 살피어 후세에 전하고 그를 기리기 위해 세우는 비로, 이 두기의 비들은 고려 후기의 문신인 이암(1297년 ∼ 1364년)과 그의 동생 이교(? ∼ 1361년)의 공적을 기리고 있다.
이암의 호는 행촌으로 고려 충선왕 5년(1313) 과거에 급제하여 비성교감에 임명된 후 여러 관직을 거쳐 도관정랑이 되었다. 이후 충혜왕 ∼ 충목왕 대까지는 유배와 복직을 거듭하다가 공민왕 때에 수문하 시중이 되었다. 홍건적이 침략하여 개경을 핍박하자 왕을 모시고 안동으로 피난갔던 공이 인정되어 1등 공신이 되고 철성부원군에 봉하여졌다. 이교의 호는 도촌으로, 충숙왕 때 문과에 급제하였으며, 공민왕 때 형부상서로서 천추사가 되어 원나라에 다녀오기도 하였다. 이들의 가문은 당시 왕실과 혼인할 수 있는 문벌세가였는데, 조선 건국 후에도 중추적인 세력가 집안을 이루었다.
한 채의 비각안에 나란히 서 있는 두 기의 비는 같은 모습을 하고 있어서, 거북받침돌 위로 비몸을 세우고 지붕돌을 올린 구조이다. 원래는 인근의 다른 곳에 서 있었으나, 1992년에 이곳으로 옮겨세워 보존하고 있다.

## 참고 자료
- 고성 이암·이교 유허비 - 국가유산청 국가유산포털